# Bastbroderi
Bastbroderi är handarbetsteknik. I broderiet används olika typer av bastfibrer. Bastfibrerna samlas främst in från innerbarken av tvåhjärtbladiga, till exempel från den afrikanska raffiapalmen eller spånadslin. Bast har hög draghållfastighet och fungerar därmed bra att använda för broderi och annat handarbete. 